# آمبروز پاره
آمبروز پاره (انگلیسی: Ambroise Paré؛ ۱۵۱۰ – ۲۰ دسامبر ۱۵۹۰) یک جراح آرایشگر فرانسوی در سده شازدهم میلادی بود.
پاره در دوران پادشاهی آنری دوم، فرانسوای دوم، شارل نهم و هانری سوم در دربار خدمت نمود.
وی فرزند یک نفر یخدان ساز تهیدست فرانسوی بود، شوق زیادی برای آموختن علم طب داشت، به واسطه نداشتن امکانات مالی نزد دلالی بکار پرداخت از آن پس شیفتهٔ جراحی شد، پس از چندی به سمت معالجه سربازان مجروح منصوب گشت، در این راه کوشش فراوانی نمود، از آن پس دیگر سربازان مجروح را دیگر سر نمی‌بریدند، بلکه بوسیلهٔ آمبروز پاره معالجه می‌شدند.
این پزشک فرانسوی حین جراحی و بند آوردن خون به کشف‌های مهمی نائل شد، و به جای روغن داغ برای از بین بردن سم در بدن بیمار، با زردهٔ تخم‌مرغ و عرق گل و تربانتین، مرهم مفیدی ساخت، و برای بند آوردن خون رگ‌ها را می‌بست.